# Xiangdian, Fujian
Xiangdian är en köping i sydöstra Kina. Den ligger i Wuping härad i staden Longyan i provinsen Fujian, omkring 320 kilometer väster om provinshuvudstaden Fuzhou. Antalet invånare är 6 736. Befolkningen består av 3 367 kvinnor och 3 369 män. Barn under 15 år utgör 22,0 %, vuxna 15-64 år 64 %, och äldre över 65 år 13,0 %.